# رودريغو تاباتا
رودريغو تاباتا (بالبرتغالية: Rodrigo Tabata‏) لاعب كرة قدم برازيلي حصل على الجنسية القطرية في عام 2016 يلعب حالياً في نادي الريان، و لعب سابقاً في منتخب قطر .
لعب سابقاً لعدة أندية برازيلية أبرزها نادي سانتوس و لعب بعدها لنادي غازي عنتاب سبور التركي و نادي بشكتاش التركي وانتقل إلى نادي الريان في عام 2010 و أعاره الريان إلى نادي السد في عام 2014 و مثل المنتخب القطري في تصفيات كأس العالم 2018 و عاد إلى نادي السد في صيف 2020 و عاد إلى نادي الريان في عام 2023.

## روابط خارجية
رودريغو تاباتا على موقع اتحاد تركيا (لاعب) (الإنجليزية)
- رودريغو تاباتا على موقع قاعدة بيانات كرة القدم.إي يو (الإنجليزية)
- رودريغو تاباتا على موقع ناشيونال فوتبول تيمز (الإنجليزية)
- رودريغو تاباتا على موقع Soccerway.com (الإنجليزية)
- رودريغو تاباتا على موقع عالم كرة القدم.نت (الإنجليزية)